# Villiers-Saint-Benoît
Villiers-Saint-Benoît är en kommun i departementet Yonne i regionen Bourgogne-Franche-Comté i norra Frankrike. Kommunen ligger i kantonen Toucy som tillhör arrondissementet Auxerre. År 2022 hade Villiers-Saint-Benoît 433 invånare.

## Befolkningsutveckling
Antalet invånare i kommunen Villiers-Saint-Benoît
| Referens: INSEE |